# Le Maître de l'atome
Le Maître de l'atome est le dix-septième tome de la série Lefranc écrit par Michel Jacquemart et dessiné par André Taymans et Erwin Drèze, édité en 2006 par Casterman.

## Résumé
Le journaliste Guy Lefranc est en Suisse à Genève. Il doit couvrir une conférence internationale sur le maintien de la paix liée à la lutte contre la prolifération des armes nucléaires. La visite d'un homme se déclarant avocat lui annonce alors la mort du professeur Rovic, un savant atomiste réputé. Avant de disparaître, ce scientifique aurait tenté de joindre le journaliste et lui aurait même envoyé une lettre recommandée. 
Effectivement, le lendemain, Lefranc reçoit le courrier de Rovic, dans lequel se trouve la photo d’une ogive nucléaire, avec l'indication d'une date et d'un lieu pour un rendez-vous. L’ogive est du même type que celles que projetait d’envoyer le sinistre Axel Borg sur Paris dans un épisode précédent (La grande menace). Un peu plus tard, Lefranc est attaqué par deux hommes lors d'un guet-apens assez confus durant lequel la photo lui est dérobée. Lefranc cherche alors à en savoir plus sur les recherches de Rovic au moment de sa mort, en se rendant sur le lieu de son travail et de ses recherches. Le journaliste n'est pas au bout de ses surprises .

## Personnages
- Guy Lefranc
- Jeanjean
- L'inspecteur Renard
- Axel Borg
- Felix Bloch
- Maréchel Boulganine
- Corinne Jolivet
- Kahina
- Professeur Jolivet

## Genèse
Il s'agit du 17e album de la bande dessinée, dénommée « Lefranc » écrit par Michel Jacquemart et dessiné par André Taymans et Erwin Drèze, édité en 2006 par Casterman. 
Il s'agit d'un album particulier, imaginé en 1954 par son auteur, Jacques Martin, mais dont la parution fut bloquée par Hergé, auteur d'une bande dessinée à l'histoire similaire dénommée L'Affaire Tournesol et qui refusa donc sa publication à cette époque dans le journal de Tintin. Cette BD ne fut donc publiée (avec quelques modifications), directement en album, qu'après la mort de son auteur[source insuffisante].

## Remarques
- La planche 2 est encrée par Jacques Martin.
- Les planches 4,5 et 6 ont été encrées à partir d'un crayonné de Jacques Martin